# Жирный (хутор)
Жирный — хутор в Зимовниковском районе Ростовской области. Входит в состав Кутейниковского сельского поселения.
Основан в конце XIX века, относился к юрту калмыцкой станицы Кутейниковской.
Население — 31 (2010).

## История
Основан в конце XIX века, относился к юрту калмыцкой станицы Кутейниковской. Согласно данным первой Всероссийской переписи населения 1897 года в хуторе Жирном проживало 80 душ мужского и 71 женского пола. К 1915 году в хуторе имелось 50 дворов, проживало 124 души мужского и 122 женского пола.
Согласно первой Всесоюзной переписи населения 1926 года население хутора составило 346 человек, из них украинцев — 293, великороссов — 49. Калмыки в хуторе не проживали. На момент переписи хутор входил в состав Куберлеевского сельсовета Зимовниковского района Сальского округа Северо-Кавказского края.

## География
Хутор расположен на западе Зимовниковского района в пределах Сальско-Манычской гряды Ергенинской возвышенности, являющейся частью Восточно-Европейской равнины, на правом берегу реки Большая Куберле, на высоте 52 метра над уровнем моря. Рельеф местности равнинный, полого-увалистый. Почвы — тёмно-каштановые.
По автомобильной дороге расстояние до Ростова-на-Дону составляет 260 км, до районного центра посёлка Зимовники — 36 км, до административного центра сельского поселения станицы Кутейниковской — 14 км.
На хуторе имеется одна улица: Широкая.
Часовой пояс
Жирный, как и вся Ростовская область, находится в часовой зоне МСК (московское время). Смещение применяемого времени относительно UTC составляет +3:00.

## Население
Динамика численности населения
| 1897 | 1915 | 1926 | 2002 |
| ---- | ---- | ---- | ---- |
| 151  | 246  | 346  | 23   |

| 2010 |
| ---- |
| 31   |